# Eliza Roszkowska Öberg
Eliza Roszkowska Öberg (ur. 3 lutego 1978 w Piasecznie) – szwedzka polityk, posłanka w szwedzkim Parlamencie, z ramienia Umiarkowanej Partii Koalicyjnej (MSP, Moderaterna)
Jest pierwszą Polką, która w 2006 roku została posłem w Riksdagu.
Z wykształcenia jest informatykiem. Posiada podwójne obywatelstwo, szwedzkie i polskie.